# Resolutie 408 Veiligheidsraad Verenigde Naties
Resolutie 408 van de Veiligheidsraad van de Verenigde Naties werd op 26 mei 1977 aangenomen. Twaalf leden stemden voor, terwijl drie leden, Benin, China en Libië, niet deelnamen aan de stemming. De resolutie verlengde de UNDOF-waarnemingsmacht in de Golanhoogten met een half jaar.

## Achtergrond
Na de Jom Kipoeroorlog in 1973 kwamen Israël en Syrië in twee akkoorden overeen om de wapens neer te leggen. De VN stuurden een waarnemingsmacht naar de regio om op de uitvoering ervan toe te zien. Tijdens de oorlog bezette Israël de Golanhoogten, die het in 1981 annexeerde.

## Inhoud
De Veiligheidsraad:
- Heeft het rapport van secretaris-generaal Kurt Waldheim over de VN-Waarnemingsmacht overwogen.
- Merkte de inspanningen om duurzame vrede te bereiken in het Midden-Oosten en de nood om die inspanningen te vergroten op.
- Is bezorgd om de spanningen in de regio.
- Beslist:
a. De partijen op te roepen onmiddellijk resolutie 338 uit te voeren.
b. Het mandaat van de VN-Waarnemingsmacht met zes maanden te verlengen, tot 30 november 1977.
c. De secretaris-generaal te vragen tegen dan een rapport over de ontwikkelingen in de situatie en de uitvoering van resolutie 338 in te dienen.

## Verwante resoluties
- Resolutie 396 Veiligheidsraad Verenigde Naties
- Resolutie 398 Veiligheidsraad Verenigde Naties
- Resolutie 416 Veiligheidsraad Verenigde Naties
- Resolutie 420 Veiligheidsraad Verenigde Naties

Lijst ·  403 ·  404 ·  405 ·  406 ·  407 ·  408 ·  409 ·  410 ·  411 ·  412 ·  413 ·  414 ·  415 ·  416 ·  417 ·  418 ·  419 ·  420 ·  421 ·  422